# 건국대학 (만주국)

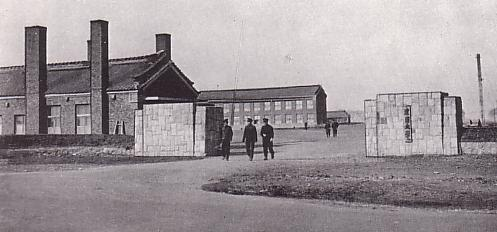
건국대학 교사

건국대학(일본어: 建国大学 겐코쿠다이가쿠[*], 중국어 정체자: 建國大學, 병음: jiàn guó dà xué 젠궈다쉐[*])은 지난날 만주국의 수도 신징에 있었던 만주국 국무원 직할 대학이다.

## 역사
만주국 강덕제 치세 시기였던 1938년 5월에 개교하였다. 1945년 8월 일본이 패하고 만주국이 멸망하자, 폐교되었다.
오직 문과계로만 이루어진 건국대학은 만주국 황제의 칙령으로 만주국의 법정 최고학부로 규정되었다. 건국대학 학생들은 관동군 참모 이시하라 간지의 아시아대학 구상에 의하여 일본인, 중국인, 만주인, 조선인, 몽고인, 러시아인 등으로 다채로이 구성되었다. 만주건국대학의 설립은 9ㆍ18사변을 일으켜 만주국을 건국하였던 관동군의 주역들이 구상하였다.

## 개요
건국대학의 학제는 전기와 후기로 나뉘어 있었는데, 수학연한은 각각 3년이었다. '전기(예과)'는 고등보통교육으로서 제국대학의 예과에 해당하였고, '후기'는 대학 본과에 해당하는 것이었다. 전기에는 학생 모두가 공통으로 건국정신의 이론과 일본어 또는 중국어를 필수로 이수하였고, 그 외에 근로실습, 군사훈련 등을 받았다. 후기에는 정치학과, 경제학과, 문교학과의 3개과가 개설되었고, 주로 법정, 경제, 윤리, 철학, 역사를 주요과목으로 하였다.
건국대학이 갖는 운영상의 특징은 민족협화의 실천, 숙제도(塾制度; 기숙사제도), 무료 관비교육, 훈련(군사, 농사, 무도)이다. 민족협화는 건국정신을 실천하는 것으로, 건국대학의 생활자체가 민족협화를 익히고 실천하는 장이었다. 따라서 학과교육 뿐만 아니라 각종 훈련과 기숙사제도 자체가 민족협화를 지향하는 것이었다.

## 학비와 훈련

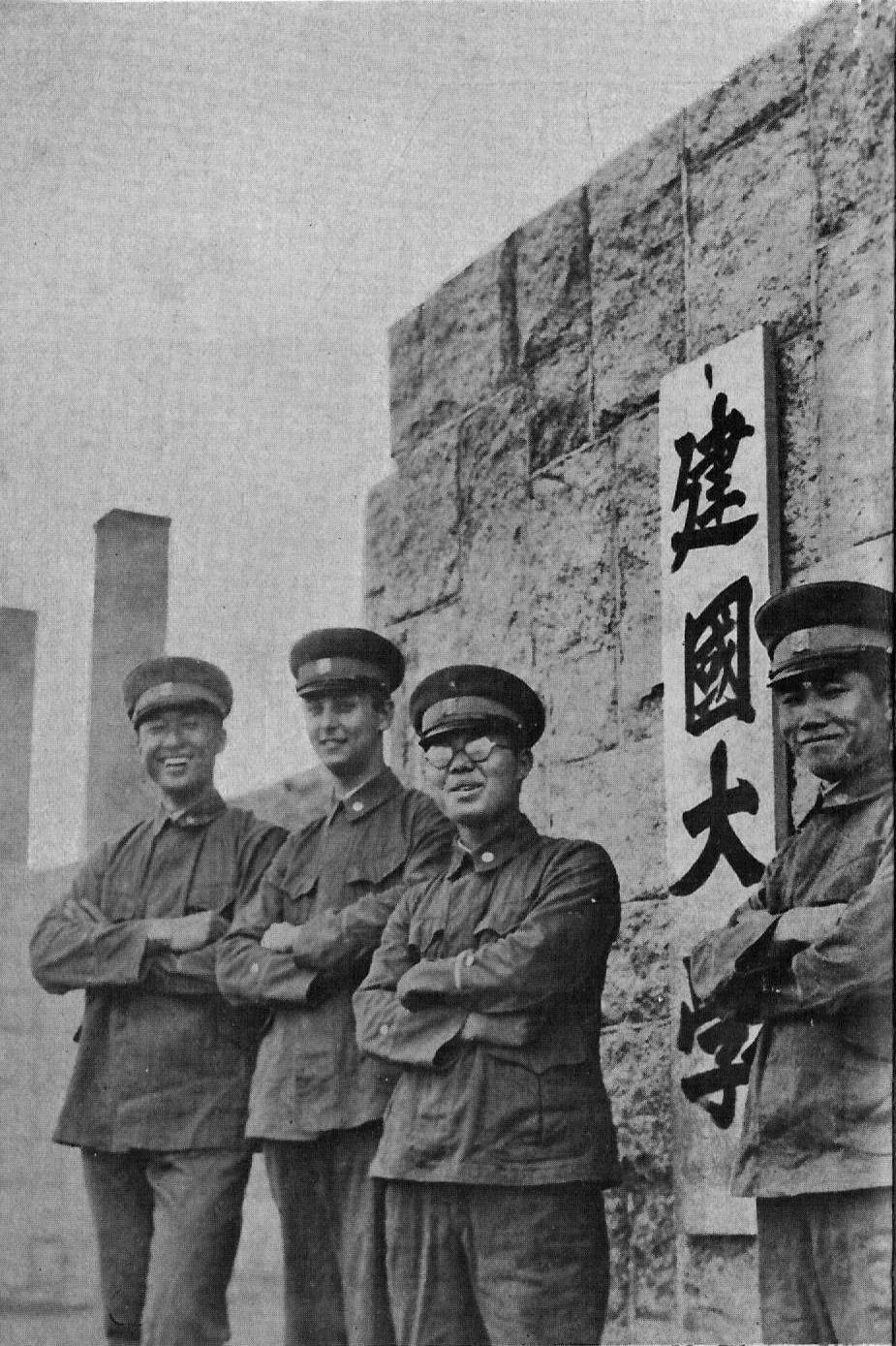
건국대학의 학생

학생들의 재학 중 모든 학비와 생활비는 관비를 지급하여 무상 보장하였으며, 건국대학을 졸업한 자는 6년간의 교육비를 변제한다는 취지에서 관리와 기타 협화회에 복무할 의무를 갖도록 하였다. 이와 같이 학비가 전액 면제된다는 것과 졸업과 동시에 만주국의 고위관리로 취업이 보장된다는 매력 때문에 입시에서 30대 1의 엄청난 경쟁률을 보였다.
건국대학의 교육 가운데 학과교육 이외에 중요하게 취급되었던 것이 '훈련'이다. 훈련에는 군사훈련, 무도훈련, 농사훈련 등이 있었다. 그 가운데 군사훈련은 당시 일본의 대학이나 고등전문학교에서는 생각할 수 없는 것이었을 뿐만 아니라, 매우 엄혹하였다. 구체적으로는 분열행진훈련, 사격훈련, 격투훈련, 심지어 글라이더 조종훈련까지 하였다. 하급장교 정도의 전투지휘 능력을 확보하는 것을 목표로 훈련이 실시되었던 것이다. 무도훈련으로서는 유도와 검도를 필수로 하고, 선택으로 합기도와 궁도, 스모가 있었다. 무도를 대학교육의 과목으로 했던 것은 추상적 강의보다 일본문화에 대한 교육효과를 더 효과적으로 올릴 수 있다고 보았기 때문이다. 이는 중국의 무도가 정규과목으로 채택된 것이 하나도 없다는 데에서도 정신수양을 명목으로 내세운 일본문화의 전파에 그 목적이 있었다는 것을 알 수 있다. 농사훈련은 당시 '만주국'의 경우 거의 대부분 농업인구였고, 이들을 지도하기 위해서는 농업에 대해 잘 알아야 했기 때문에 실시하였던 것이다. '건국대학창설요강'의 교과내용에는 이를 '근로실습'으로 취급하고 있다. 하지만 문과생들인 건국대학생들에게 농사훈련은 매우 특이한 것이었고, 실제로 당시 냉소적으로 바라보는 시각도 있었다. 그럼에도 불구하고 계속되었다. '만주국'의 국가건설에 필요한 인력은 학문연구를 하는 인력이 아니라 현장에서 직접 대중을 이끌 지도자였기 때문이었다.

## 기숙학교 제도
학생 전원이 기숙사에 머물며 학교에 다니는 기숙학교 제도인 일본의 '숙(塾)제도'로 운영했다. 일본의 기숙학교 제도는 모든 학생이 철저하게 24시간 함께 지내며 공동체 의식을 지니게 하는 방식으로 일본에서는 흔한 제도였고, 대학교도 이런 제도로 운영하곤 했다. 건국대학의 기숙학교 제도는 일본 숙제도를 수용한 방식이었다. 이는 일본의 정치적 영향을 배우는 정신훈련의 장이면서, 민족협화를 실천하는 장으로서 건국대학의 가장 큰 특징이라고 할 수 있다. 건국대학 학생들은 6년 동안 풍속이 다른 각 민족의 학생이 공학공숙(共學共塾)해야 했다. 숙은 24시간 내내 적나라한 생활을 통해서 민족협화의 실천을 체험하고, 만주국의 건국정신을 함양하는 곳이었다.
숙교육의 제안자가 누구인지 정획히 알 수 없지만, 창설 당시부터 논의되고 있었다. 건물들은 당시 '만주국군' 상교교관(上校敎官)으로 '만주국군' 대좌인 마쓰모토 지로(松本七郞)가 일본의 사관학교를 모방하여 건설한 것이었다. 그 운영도 철저히 군대식으로 하였다. 병환 등 특별한 경우가 아니면, 숙에서 이탈하는 것은 전혀 허용되지 않았다.
그 생활을 보면, 아침 5시 30분에 기상하여, 세면 후 운동장에 모여서 일본과 '만주국' 양국 국기를 게양하고, 일본의 천황궁을 향해 요배를 행했다. 이어 건국대학의 독특한 건국체조를 하고, 숙에 돌아와 묵상시간을 가졌다. 묵상시간에는 학생이 정좌하고 '민족협화ㆍ왕도낙토'라고 전원이 수차례 제창한 이후, 눈을 감고 자기를 반성하였다. 묵상 후에는 아침 자습시간이 이어졌다. 자습을 시작할 때는 개학칙서를 전원이 기립해서 낭독하였다. 7시부터 아침식사를 하고, 식사전에는 천조대신(天照大神) 찬가인 와카를 불렀다. 천황에 대한 요배나 와카를 부른다던가 하는 것은 일본인 이외에는 학생들에게는 굴욕감을 주는 것이었지만 중단되지 아니하였다. 오전중에는 학과수업이 있고, 오후에는 군사ㆍ무도ㆍ농업훈련이 있었다. 저녁식사 후에는 자유시간이었지만, 취침전에는 다시 정좌하고 숙두(塾頭)의 훈시를 듣고, 하루를 반성했다. 취침은 9시 30분에 이루어졌고, 그 이후 일어나는 것은 허락되지 않았다.
숙은 6개동으로 되어 있었는데, 각 민족의 학생을 같은 비율로 나누어 배치하였다. 민족협화를 익히기 위한 것이었다. 민족협화의 실천으로 위와 같은 철저한 단체생활과 함께 식사와 좌담회가 있었다. 각 민족의 음식문화가 달랐음에도 불구하고 전원이 규정된 식단에 따른 동일한 음식을 먹어야 했다. 저녁에는 자유 좌담회가 열렸다. 좌담회는 일본어로 행해졌지만, 상당히 자유스러웠던 것으로 알려져있다. 대체로 주제는 윤리문제(일본인의 오만함, '만주국'의 민족차별), 개척 등에서 정치문제로 옮겨져, 이윽고 만주 국내문제에서 일본의 대륙정책에 대한 비판으로 발전하였다. 일본에서 온 학생들은 집중적 공격을 받거나, 새로운 사실을 알게 되어 충격을 받고, 숙두에게 변명을 요청하거나 퇴학하고 일본으로 돌아가는 학생도 있었다. 이러한 분위기에 대해서 관동군이 문제시하기도 했다. 하지만 건국이념이 민족협화에 있었고, 숙의 운영도 민족협화를 실천에 목적이 있었기 때문에, 관동군도 제약을 가하지는 아니했다.

## 연구원 제도
건국대학의 연구원은 건국대학의 설립의도를 더욱 명확하게 보여준다. 1938년 9월 '건국대학연구원령'이 공포되고, 1939년 1월부터 활동을 개시했다. 그 목적은 “건국원리를 명확히 하고, 국가에 수요(須要)한 학문의 온오(蘊奧)를 궁구함으로써 국민사상의 함양, 교학(학풍)의 근본정신의 확립, 국가정책의 근본정신의 수립에 기여하고, 아울러 동방교화의 흥융을 도모하는 것”이었다. 또한 '연구원요강'에 기록되어 있는 '연구원개설의 취지'는 연구원을 다음과 같이 규정하고 있다. “제국 최고의 학부로서 또 대학의 연구의 진원인 중추기관”이고, “건국의 원리, 입국의 근본을 헌장해서, 국격을 명징해서 국가에 수요한 학문의 온오를 궁구하여 국가통치경영의 홍괘(洪軌)를 천명”하기 위한 연구를 한다는 것이다. 곧 연구원은 '건국원리의 천명'과 '국격의 명징'에 의해서 '만주국'의 존재의의를 명확히 하고, 그 통치의 정당성을 증명하여, 국가정책의 방향성을 지도하는 존재였다.
부총장 겸 연구원장이었던 作田莊一은 연구원의 설치 취지에 대해서 ① 대학의 교학을 정하는 것 ② 만주국의 국가적인 여러문제를 구명해서 국책에 도움을 주는 것 ③ 널리 국민문화의 진보에 관해서 학구적 연구를 시도하는 것이라고 하였다. 다시 말해 기성대학의 통폐합과 근대적 학문의 병폐를 일소하고 독창적이고 진정한 학풍을 수립하며, 방위ㆍ정치ㆍ경제ㆍ문교 등의 국가적인 여러 문제에 대해서 국책수립에 도움이 되는 연구를 실시하고, 건국이념을 확립해서 건국정신에 사상적ㆍ과학적 뒷받침이 되는 인문과학연구의 최고기관으로서 역할을 한다는 것이다.
만주국은 무엇보다도 국가의 체제를 신속히 정립하고, 정통성이 결여된 푸이 정권을 안정시킬 필요가 있었다. 이러한 것에 대한 선전과 인력동원을 담당한 것이 협화회라면, 이를 뒷받침하는 학문적인 논리제공을 건국대학의 연구원이 담당했다고 할 수 있다. 따라서 作田莊一이 명확히 밝히고 있다시피 국학연구가 제1의 과제였던 것이다. 연구원이 만주국을 유지하기 위한 이념적 싱크탱크였던 것이다.

## 연혁
- 1937년

- 4월 17일 국무원 회의, 건국대학 개학을 정식 결정.
- 8월 5일 건국대학령 발표

- 1938년

- 5월 2일 개학 입학식
- 9월 1일 건국대학 연구원 포고령 발표

- 1939년

- 1월 作田 부총장 부임
- 4월 11일 제 2 기생 입학식
- 10월 12일 건국대학 참의 회제 발표

- 1940년

- 5월 10일 건국대학 학칙 제정
- 11월 2일 도서관 개관

- 1941년

- 11월 14일 중국 학생 대량 체포 사건

- 1942년

- 3월 3일 중국 학생 대량 체포 사건 발생
- 6월 6일 중국 학생 대량 체포 사건으로 인한 作田 부총장 사임 발표
- 6월 16일 尾高 부총장 부임

- 1943년

- 6월 11일 제1기생 졸업식. 황제, 국무총리(총장) 참석.
- 10월 2일 학생 징병 유예 취소
- 12월 14일 중국 학생 7명 체포

- 1944년

- 6월 19일 제2기생 졸업식(징병으로 인한 조기졸업)

- 1945년

- 8월 10일 소련군의 침입으로 인한 대학 기능 전면 중단
- 8월 18일 협화 봉공 군단 해체. 尾高 부총장 사퇴식.
- 8월 20일 건국대학 무장 해제
- 8월 23일 건국대학 해산식

- 1946년

- 10월 국민당 정부가 접수. 국립장춘대학으로 개편.

## 역대 부총장
형식적으로는 만주국의 국무총리가 건국대학 총장을 겸임했다. 하지만, 실질적인 책임자는 부총장이었다.
- 초대 : 作田荘一 - 학자. 교토제국대학 경제학부 교수, 건국대학 설립 준비위원회를 거쳐 건국대학 부총장에 취임. 1942년 6월 건국대학 부총장 사임.
- 제 2 대 : 尾高亀蔵 - 군인. 제 19 사단 사단장, 제 3 군 사령관을 거쳐 건국대학 부총장에 취임.

## 폐교 이후
건국대학 출신자들은 만주국 붕괴 이후 소련군의 인질로 잡혀 시베리아에 억류당한 사람, 문화대혁명에서 친일파로 몰려 박해를 받는 등 비극적인 최후를 맞은 사람이 적지 않다. 한편, 조선인들 중에는 해방이후 남한과 북한에서 정세 변화에 잘 적응하여, 강영훈 전 총리, 김삼수 숙명여대 교수, 김태형 김일성종합대학 교수 등 이후 남한 및 북한에서 활동했던 정치인, 경제인, 학자가 다수 있다.
특히, 북한의 만주건대 출신의 조선인 지식인의 절대다수는 김일성종합대학의 교수가 되어 설립과 초기의 발전에 주도적인 역할을 하였다. 이들은 만주국 붕괴 이후, 대학을 지켜오다가 소련군에 인질로 잡혀 모스크바대학교에서 공산주의 사상 교육을 받았다. 이들 중 상당수는 한국전쟁 당시 남한으로 건너왔다.
상허 유석창은 만주건대의 조선인 교원들의 귀국을 도와 조선정치학관 (현 건국대학교)의 교수로 채용했다.
폐교 이후, 당시의 교사와 시설물들은 중국정부로 이관되어 오늘날의 창춘 대학의 모태가 되었으며 당시의 교사는 남아있지 않다.

## 학교 동문

### 주요 동문(조선인)
- 강영훈 : 경제학과 졸업, 대한민국 전 국무총리
- 권혁소 : 경제학과 졸업, 대구대학교 전 총장, 경희대학교 교수
- 김삼수 : 경제학과 졸업, 전 고려대학교, 숙명여자대학교 교수, 전경련 자문위원
- 김재호 : 경제학과 졸업.
- 김종철 : 정치학과 졸업, 전 중앙대학교 교수, 우석대학교 총장
- 김태형 : 경제학과 졸업, 연구원 수료, 김일성종합대학 경제학과 창설교수, 1ㆍ4후퇴때 양평으로 피신
- 동완 : 정치학과 졸업. 전 평양외국어대학, 한국외국어대학교 노어과 교수
- 박노선 : 경제학과 졸업, 국회의원, 유네스코 한국 위원, 전 군산교육대학 학장
- 박중윤 : 경제학과 졸업, 전 국방대학원장
- 방희 : 경제학과 졸업, 주 스웨덴 대사, 주 노르웨이 대사
- 안광호 : 정치학과 졸업, 전 무역진흥공사 사장
- 오창록 : 정치학과 졸업, 졸업이후 소련군에 포로로 잡혀가 사할린에서 억류.
- 홍춘식 : 정치학과 졸업, 국립경찰전문학교 교수

## 주요 중퇴자
- 서정원 : 전기과정(예과) 재학 중 중퇴, 국회의원
- 박기병 : 전기과정(예과) 재학 중 중퇴, 육군소장, 대한민국 성우회 상무이사 겸 사무총장
- 김종호 : 전기과정(예과) 재학 중 중퇴, 국회의원
- 민기식 : 전기과정(예과) 수료 후 중퇴, 육군대장, 충주비료주식회사 사장, 국회의원
- 안인건 : 전기과정(예과) 수료 후 중퇴, 무역진흥공사, 삿보르 무역관장

## 기타
일제강점기 조선에서 건국대학에 진학하는 학생들 중에는 건국대학과 경성제국대학에 모두 동시에 합격한 경우도 있었다. 이러한 경우 대부분 건국대학을 선택했다. 강영훈이 이러한 예에 속한다
- 일본치하 식민지 조선의 경성제국대학

## 같이 보기
- 일제 강점기의 교육